# Afonso de Portugal (cardinal)
Pour l’article homonyme, voir Alphonse de Portugal (grand maître).
Afonso de Portugal (né à Évora, au Portugal, le 23 avril 1509, et mort à Lisbonne le 21 avril 1540) est un cardinal portugais du XVIe siècle. Il est le quatrième fils du roi Manuel Ier de Portugal et sa deuxième épouse Marie d'Aragon et il est le frère du cardinal Henri de Portugal et du roi Jean III de Portugal.

## Repères biographiques
Afonso de Portugal est élu évêque d'Idanha, avec résidence à Guarda.
Il est créé cardinal par le pape Léon X lors du consistoire du 1er juillet 1517. Le cardinal Afonso de Portugal est transféré au diocèse de Viseu en 1519 et promu à l'archidiocèse de Lisbonne et au diocèse d'Évora en 1523.
Il ne participe pas au conclave de 1521-1522, lors duquel Adrien VI est élu, ni au conclave de 1523 (élection de Clément VII) ou au conclave de 1534 (élection de Paul III).